# Битка при Мунда
Битката при Мунда се провежда на 17 март, 45 пр.н.е. в равнините на Мунда, днешна южна Испания. Това е последната битка от гражданските войни, водени от Юлий Цезар срещу консервативните републиканци. След тази победа и смъртта на Тит Лабиен и Гней Помпей Младши, Цезар е свободен да се върне в Рим и да управлява като диктатор. С неговата последваща смърт, започва процеса, който в крайна сметка води до края на Римската република и до управлението на неговия праплеменник, Октавиан като първия Римски император.

## Подготовка
Консервативните републиканци са водени от Помпей Велики, до битката при Фарсала през 48 пр.н.е., а след смъртта на бащата Помпей Велики от Гней Помпей Младши. Въпреки това през април 46 пр.н.е. Цезар побеждава силите на Помпей в битката при Тапс. След това военното противопоставяне срещу Цезар е ограничено в границите на Римска Испания. През пролетта на 46 пр.н.е. два легиона в Далечна Испания, формирани главно от бивши ветерани на Помпей Велики приети в армията на Цезар, обявяват себе си на страната на Гней Помпей Младши и изгонват проконсула назначен от Цезар. Скоро към тях се присъединяват остатъците от армията на Помпей. Тези сили са командвани от братята Гней Помпей, Секст Помпей и от талантливия генерал Тит Лабиен (един от най-доверените военачалници на Цезар от времето на войните в Галия). Като използват ресурсите на провинцията те са в състояние да съберат тринадесет легиона (които включват двата легиона от ветераните и един легион от римски граждани живеещи в Испания, останалите легиони са събрани от записали се доброволци, хора от местното население – не-граждани) и да поемат контрола на почти цялата Далечна Испания. Включително и важните римски колонии Италика и Кордуба (столица на провинцията). Генералите на Цезар, Квинт Фабий Максим и Квинт Педий Балб не рискуват да влязат в битка и дигат лагера си на около 50 – 60 км. на изток от Кордуба, чакайки помощ от Цезар.
Цезар е принуден да отпътува от Рим за Испания и да се справи с братята Помпеи. Той взима със себе си два доверени легиона съставени от ветерани X Eguestris и V Alaudae и няколко нови легиона, включително III Gallica и VI Ferrata, но главните сили на които разчита са новобранците, които са в Испания. Цезар минава 2400 км. от Рим до лагера на Педий и Квинт Максим за по-малко от месец, пристигайки през ранния декември (по време на пътуването написва своята къса поема – iter („Пътуването“). Възползвайки се от изненадващото си пристигане, той успява да освободи крепостта Улипия (Ulipia) (град, който е лоялен на Цезар и обсаден безуспешно от Гней Помпей Младши), но не успява да превземе Кордуба (Кордоба), който е защитаван от Секст Помпей. Следвайки съвета на Тит Лабиен, Гней Помпей решава да избегне открита битка, принуждавайки Цезар да води зимна кампания, когато щял да има грижи с прехраната, облеклото и подслона на армията си. След кратка обсада Цезар превзема укрепения град Атегуа (Ategua), това е силен удар по увереността и морала на силите на братята Помпеи, и някои от местните им съюзници започват да дезертират при Цезар. Друг сблъсък близо до Сорикария (Soricaria) на 7 март, в който Цезар е победител му прави услуга; много от римляните в лагера на Помпеите започват да планират измяна, което налага Гней Помпей да изостави тактиката си на изчакване и да опита битка.

## Битка
Двете армии се срещат в равнините на Мунда, Южна Испания. Армията на Помпей е разположена в защитна позиция върху малък хълм (позицията е неблагоприятна за атака на Цезар), на около километър и половина от стените на Мунда. Цезар води общо осем легиона (80 кохорти) и 8000 души кавалерия, докато Помпей командва тринадесет легиона, 6000 души лека пехота и около 6000 души кавалерия. Много от републиканските войници са се предали на Цезар в предишните кампании, а след това дезертират, за да се присъединят към Помпей; те щели да се бият до последен дъх, страхувайки се, че няма да получат опрощение от Цезар за втори път. След неуспешна маневра целяща да подмами силите на Помпей да слязат от хълма, Цезар нарежда фронтална атака (с вик „Венера“ – богинята която е считана за негов прародител).
Битката продължава известно време без видимо предимство на някоя от страните, карайки военачалниците да напуснат командните си позиции и да се включат в боевете – с цел засилване на морала. Цезар по-късно коментира, „че се бил много пъти за победа, но в Мунда се сражавал за живота си“. Цезар поема командването на десния фланг, където неговият любим X Eguestris легион се намира в ожесточена битка. Вдъхновени от присъствието на Цезар, легионерите от X легион започват да изтласкват силите не Помпей. Виждайки това и осъзнавайки опасността, Помпей премества един от легионите от собствения си десен фланг, за подсилване на заплашения си ляв фланг. Това се оказва фатална грешка. Веднага след като десния фланг на Помей е отслабен, кавалерията на Цезар започва решаваща атака, която ще обърне хода на битката. В същото време царят на Мавретания – Богуд, който е съюзник на Цезар, напада тилът на лагера на Помпей с кавалерията си. Тит Лабиен, командир на кавалерията на Помпей, забелязва нападението на царя и тръгва да го пресрещне. За нещастие на Помпей, неговите легионери изтълкуват грешно ситуацията. Поставени под напрежение и силен натиск по двата фланга: по левия фланг от X легион, а по десния от атаката на кавалерията, те мислят, че Тит Лабиен бяга от бойното поле. Легионерите на Помпей разбиват строя си и започват да бягат неорганизирано. Въпреки че някои от тях успяват да намерят убежище зад стените на Мунда, повечето са изклани в мелето. В края на битката има около 30 000 убити войници на Помпей на бойното поле. Загубите на Цезар са далеч по-малки – около 1000 души. Всичките тринадесет щандарта на легионите на Помпей са пленени, ясен знак за разгрома му. Тит Лабиен, който е убит по време на битката е погребан по заповед на Цезар. Гней и Секст Помпей успяват да избягат.

## Последици
Цезар оставя своя легат Квинт Фабий Максим да обсажда Мунда и отива да умиротворява провинцията. Кордоба се предава: мъжете с оръжие, намиращи се по това време в града (предимно въоръжени роби) са убити, а градът е принуден да плати тежки контрибуции. Град Мунда устоява известно време, но след неуспешен опит да пробие блокадата, се предава. Взети са 14 хиляди пленници. Гай Дидий, морски командир лоялен към Цезар, преследва и хваща повечето от корабите на Помпей. Гней Помпей търси убежище към сушата, но скоро е заловен и убит от Дидий.
Въпреки че Секст Помпей остава жив, след битката при Мунда няма повече републикански армии, които да оспорват властта на Цезар. След завръщането си в Рим, той става диктатор до края на живота си, който идва неочаквано скоро, с убийството му на 15 март следващата година (44 пр.н.е.) от страна на следващото поколение консервативни републиканци, водени от Марк Юний Брут и Касий.